# Crin-Blanc
Pour plus de détails, voir Fiche technique et Distribution.
Crin-Blanc , parfois sous-titré Le Cheval sauvage, est un film français d'Albert Lamorisse, tourné en 1952 et sorti en 1953. Le titre fait référence au nom du cheval du film.

## Synopsis
En Camargue, Crin-Blanc est le chef d'un troupeau de chevaux de Camargue vivant en liberté. Un jour, il se fait capturer par les hommes. Mais il réussit à s'échapper. De caractère intrinsèquement sauvage, il ne se laisse apprivoiser que par Folco, un jeune pêcheur partageant ce même trait de caractère. Une profonde amitié va alors naître entre les deux protagonistes...

## Fiche technique
Sauf indication contraire, les informations mentionnées dans cette section peuvent être confirmées par les bases de données cinématographiques IMDb et Allociné,  présentes dans la section « Liens externes ».
- Titre original : Crin-Blanc
- Réalisation : Albert Lamorisse
- Scénario, dialogues et commentaire : Albert Lamorisse
  - Adaptation : Denys Colomb de Daunant
  - Commentaire de la version américaine : James Agee
- Musique : Maurice Leroux
- Photographie : Edmond Séchan
- Montage : Georges Alépée
- Montage son : Régine Artarit
- Production : Albert Lamorisse
- Société de production : Films Montsouris
- Société de  distribution : L'Alliance générale de distribution cinématographique - AGDC (France, sortie initiale) ; Gebeka Films (France, ressortie de 2007)
- Tournage : en Camargue
- Pays de production :  France
- Langue originale : français
- Format : noir et blanc - 1,37:1 - 35 mm - son mono
- Genre : Drame et aventure
- Durée : 41 minutes
- Dates de sortie :
  - France : mars 1953 (Congrès international des films documentaires, éducatifs et de court métrage, Paris) ; avril 1953 (Festival de Cannes) ; 10 octobre 2007 (ressortie)

## Distribution
Sauf indication contraire, les informations mentionnées dans cette section peuvent être confirmées par les bases de données cinématographiques IMDb et Allociné,  présentes dans la section « Liens externes ».
- Alain Émery : Folco, le garçon pêcheur[1]
- Pierre Bestieux
- Denys Colomb de Daunant : l'éleveur de chevaux
- Alain Colomb de Daunant
- Charles Fouhetty
- Jean-Pierre Grenier : narrateur (voix ; version originale)
- Charles Guillaume
- Pascal Lamorisse : le petit frère de Folco
- Pierre Moureaux-Nery
- Francois Perié
- Laurent Roche : le grand-père de Folco
- Frank Silvera : le narrateur (voix ; version américaine)
- Peter Strauss : le narrateur (voix ; version américaine restaurée)

## Inspiration
Denys Colomb de Daunant écrivain, poète, photographe, cinéaste et manadier a été l'inspirateur et le coscénariste du film Crin-Blanc. En immortalisant Crin-Blanc, il donna à la Camargue son identité : celle d'un territoire de nature sauvage où des troupeaux de petits chevaux blancs vivent en liberté dans d'immenses étendues salées. Crin-Blanc fut tourné à Cacharel, le mas de Denys Colomb de Daunant, au milieu des étangs de Camargue, avec ses chevaux et ses gardians.

## Accueil critique
Encensé par les critiques, Crin-Blanc est considéré en 2007 par Terrence Rafferty de The New York Times comme l'un des plus beaux films pour enfants de tous les temps :

« Crin-Blanc est parmi les films pour enfants les plus célèbres et les plus récompensés à travers le monde (...) le ton du film est tel qu'on reste béat d'admiration devant les merveilles qui se déroulent sous nos yeux (...) Vous sentez, comme dans certains autres films, la peur de la nature toute-puissante... et Lamorisse était réellement un remarquable artiste, l'un des plus grands poètes du cinéma et un explorateur intrépide de l'outback fascinant et effrayant de l'imagination »

Des critiques ont également pointé l'image fausse de la Camargue véhiculée par ce film. Dans The Washington Post, le critique Philip Kennicott dit cyniquement qu'il aime la mise en scène, et qu'« il y a des raisons tout à fait louables de garder [ce film] en circulation. Visuellement, c'est une pièce maitresse ». Toutefois, Kennicott note que ce film prend place dans un monde de mensonges, et écrit : « Un jeune garçon et son cheval sont pris en chasse par des gardians adultes — pendant qu'un narrateur laisse planer la vague promesse d'un monde meilleur à venir. La belle imagerie [de ce film] est déployée comme soutien moral — une promesse de récompense pour des bonnes actions — à peine plus sophistiquée que celle du lapin de Pâques ou du Père Noël. Ah, la longue tradition d'endoctrinement des enfants par les adultes dans une vision du monde qui ne les conduira qu'à la déception amère, à moins que les jeunes refusent de grandir ».

## Distinctions
- Festival de Cannes 1953 : Palme d'or du court métrage
- Prix Jean-Vigo 1953
- BAFTAS 1954 : nomination pour le British Academy Film Award du meilleur film documentaire

## Analyse comparée
Amélie Tsaag Valren, de Cheval Savoir, a réalisé un comparatif entre Crin-Blanc et le film irlandais Le Cheval venu de la mer, présentant de nombreux points communs : la présence d'un cheval blanc et de la mer, des enfants « sauvageons », le thème du voyage, le mythe du cow-boy ou encore celui de l'île merveilleuse à atteindre. De même, les deux films sont tournés durant des périodes de fort développement économique dans leurs pays respectifs, et les deux contrées montrées (Connemara et Camargue) sont presque considérées comme exotiques.

## Postérité
Il a existé un périodique pour la jeunesse sur l'équitation, Crin Blanc magazine, édité de 2008 à 2014 (39 numéros).
Le film est cité dans une chanson enfantine dont le refrain est : « Crin Blanc ton galop... ton galop est plus beau... que celui des chevaux... qui se sont laissé prendre, que se sont laissé prendre. »

#### Ouvrages
- Crin-Blanc / texte de A. Lamorisse et D. Colomb de Daunant. Tiré du film "Crin-Blanc". ** Paris : Hachette, 1953, 46 p.
  - Paris : Hachette, coll. "Idéal-bibliothèque" no 163, 1959, 191 p.
- Albert Lamorisse : Crin-Blanc (1953), tiré du film, avec des photos extraites du tournage.
  - Paris : École des loisirs, coll. "Renard poche", 1976, 58 p.  (ISBN 2-211-03638-4)
  - Paris : École des loisirs, coll. "Album de l'École des loisirs", 1977, 58 p;  (ISBN 2-211-04626-6)
  - Paris : Hachette, coll. "Idéal-bibliothèque", 1984, 148 p.  (ISBN 2-01-010149-9)
  - Paris : l'École des loisirs, 1994, coll. "Mouche de poche", 1994, 60 p.  (ISBN 2-211-02432-7)
  - Paris : École des loisirs, coll. "Mouche", 2000, 61 p.  (ISBN 2-211-02432-7)
  - Paris : École des loisirs, coll. "Mouche", 2011, 61 p.  (ISBN 978-2-211-20552-8)
- René Guillot : Crin-Blanc (1959), adaptation romancée du film.
  - ill. de Michel Faure. Paris : Hachette jeunesse, coll. "Le Livre de poche. Clip" no 7355, 1987, 121 p.  (ISBN 2-253-04342-7)
  - ill. d'Ákos Szabó. Paris : Hachette jeunesse, coll. "Le Livre de poche. Jeunesse. Gai savoir" no 1118, 1991, 125 p.  (ISBN 2-01-321563-0)
  - dans Gens de Camargue et de Bouvine, anthologie établie par Guy Dugas. Paris : Omnibus, 1999, 1034 p.  (ISBN 2-258-05140-1)
  - ill. d'Ákos Szabó. Paris : Hachette jeunesse, coll. "Le Livre de poche. Jeunesse. Classique" no 1118, 2005, 119 p.  (ISBN 2-01-321897-4)
  - ill. d'Ákos Szabó. Paris : Hachette jeunesse, coll. "Le Livre de poche. Jeunesse. Classique" no 1118, 2008, 119 p.  (ISBN 978-2-01-322665-3)
  - ill. d'Ákos Szabó. Paris : Hachette jeunesse, coll. "Le Livre de poche. Jeunesse. Classique" no 1118, 2015, 119 p.  (ISBN 978-2-01-220243-6)
- Michel Faure - François Corteggiani : Crin-Blanc. Paris : Hachette, 1988, 46 p;  (ISBN 2-7316-0539-1). Bande dessinée basée sur la production cinématographique d'Albert Lamorisse et sur le roman de René Guillot, prépubliée la même année dans le Journal de Mickey.
- Sylvie Brunel et Florian Colomb de Daunant, Crin-Blanc ou L'invention de la Camargue : l'œuvre de Denys Colomb de Daunant. Arles : Actes Sud, coll. "Chevaux et cavaliers", 2016, 141 p.  (ISBN 978-2-330-06323-8)
- Crin-Blanc / le chef-d'œuvre d'Albert Lamorisse ; histoire illustrée par Sébastien Laudenbach. Marseille : Shellac Sud, 2008, 59 p. + 1 DVD.  (ISBN 978-2-9531732-0-8)

#### Article
- Amélie Tsaag Valren, « Cinéma : le cheval et la mer », Cheval Savoir, no 34,‎ juillet-aout 2012 (lire en ligne)

### Documentaire
- Portrait d'Alain Emery, l'enfant qui ne savait pas sourire d'Arnaud Dommerc, 44 min, 2008[5]